# دانیله پراتو
دانیله پراتو (انگلیسی: Daniele Prato؛ زادهٔ ۲۵ مهٔ ۱۹۹۱) بازیکن فوتبال اهل ایتالیا است.
از باشگاه‌هایی که در آن بازی کرده‌است می‌توان به باشگاه فوتبال مونتسا اشاره کرد.